# Klacksbergstjärnen
Klacksbergstjärnen är en sjö i Torsby kommun i Värmland och ingår i Göta älvs huvudavrinningsområde. Sjön är 8,5 meter djup, har en yta på 0,041 kvadratkilometer och är belägen 380 meter över havet.